# 天津首善堂
天津首善堂是中国天津市的一个天主教机构，坐落于天津法租界领事馆路 〔Rue Consulate〕（今和平区承德道21号），该建筑为重点保护等级历史风貌建筑和天津市文物保护单位。始建于1919年，是法国巴黎天主教圣味增爵会，即当时的华北地区遣使会在中国北方设立的管理教会财产的机构。它以经营房地产为主业，以所收房租及经营所得利润支持支持北京教区、天津教区、保定教区、正定教区及北京文声修院所需经费。天津首善堂在天津拥有大量房地产，为当时天津实力雄厚的地产公司。现为北京银行天津分行使用。

## 历史

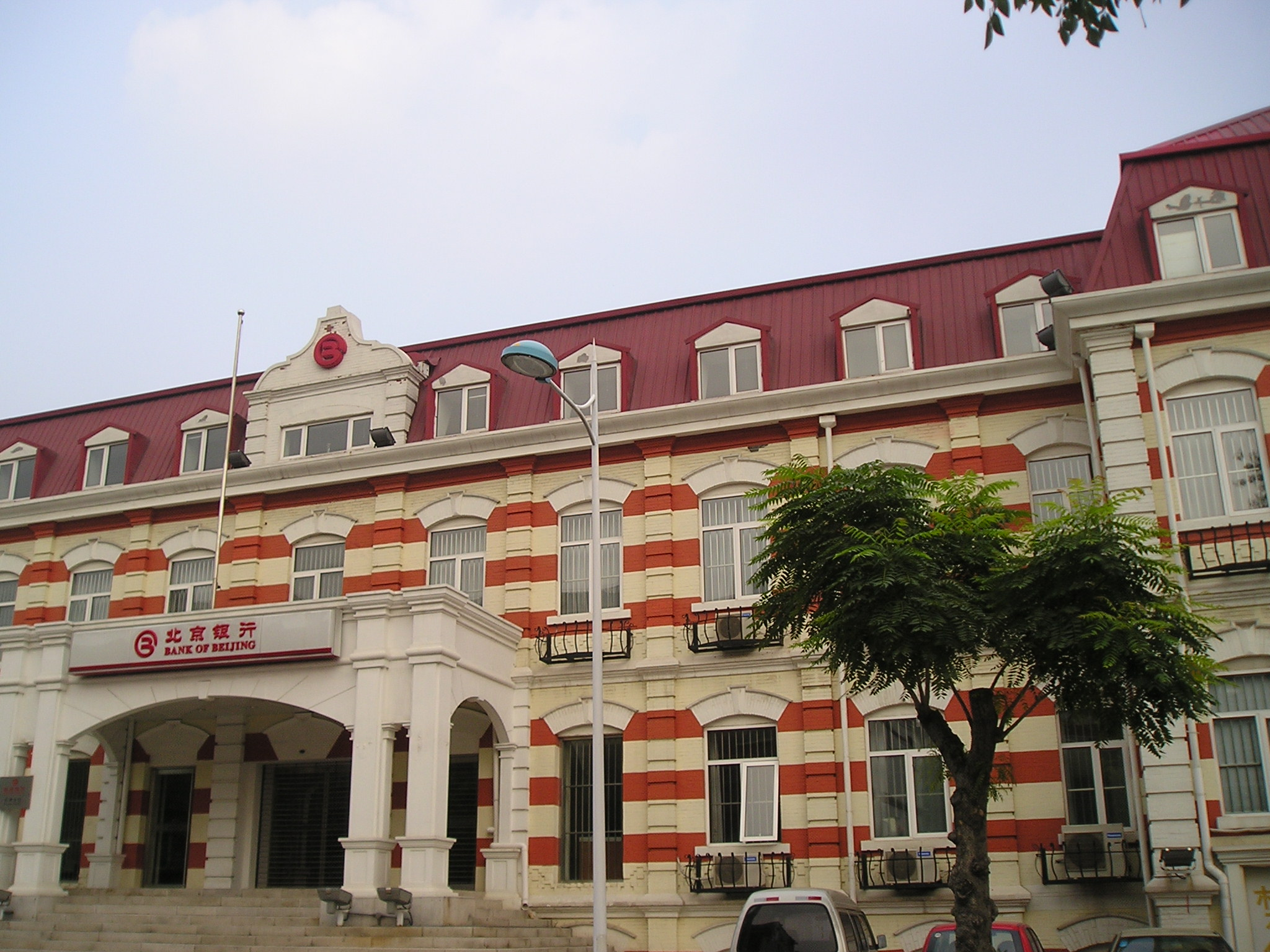
首善堂原貌

天津首善堂最初设于天津法租界的圣路易路（Rue Saint Louis）〔今营口道〕上的紫竹林圣路易堂内。
- 1900年后，天津首善堂搬迁到天津法租界东接巴黎路〔今吉林路〕，南抵圣路易路〔今营口道〕，西临紫竹林大街〔今大沽北路〕，北沿领事馆路〔今承德道〕的地块。
- 1919年，天津首善堂建造了建筑面积1544平方米的二层法式楼房。
- 1949年后，首善堂由中国神父接管，
- 1956年，天津首善堂改为天主教天津教区神学院。
- 1958年，天津首善堂改为天主教修女院。[4]
- 2004年8月17日，天津市和平区人民政府公布“原首善堂”为天津市和平区文物保护单位。[5]

## 建筑特点
天津首善堂建筑面积1544平方米，为砖木混合结构二层楼房，设有半地下室。建筑设计为对称布局，入口位于建筑中部，外立面两翼对称，中间突出。外檐为青砖红砖相间的清水墙面，砖砌拱券窗过梁，窗下砖砌花饰及砖砌的扶壁柱，转角处装饰有罗汉腿壁柱等，顶部为多坡瓦顶，是一座风格稳重的法式建筑。该建筑现状良好。